# جون لويولا موراي
جون لويولا موراي (بالإنجليزية: John L. Murray)‏ هو قاضي أيرلندي، ولد في 10 مايو 1943 في ليمريك في جمهورية أيرلندا. شغل منصب المدعي العام لأيرلندا في الفترة (17 أغسطس 1982-14 ديسمبر 1982).